# Stemma della Liberia
Lo stemma della Liberia è il simbolo araldico ufficiale del paese, adottato nel 1847.

## Descrizione
Tale stemma consiste in uno scudo bordato in oro che raffigura una nave che naviga davanti a una costa su cui si trovano una vanga, un aratro e una palma (le prime due ricordano rispettivamente il lavoro della terra, di cui la palma è simbolo di fertilità), mentre in cielo sorge il sole e una colomba bianca vola con una pergamena nel becco, come messaggio di pace e di buona volontà. La scena simboleggia il ritorno in Africa di molti ex-schiavi nelle Americhe, che fondano una nuova nazione sui principi di lavoro, prosperità e pace. Sopra lo scudo si trova un cartiglio che riporta il motto del paese: The love of liberty brought us here (in inglese L'amore per la Libertà ci ha portato qui). Nella parte inferiore invece un altro cartiglio contiene il nome del paese: Republic of Liberia.